# Лайкьяргата

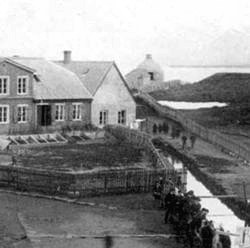
Ранняя фотография улицы

Лайкьяргата (исл. Lækjargata) — улица в центре Рейкьявика, столицы Исландии.

## История улицы
В ходе археологических раскопок в 2015 году на территории улицы были обнаружены остатки дернового дома, длиной 20 м и шириной до 5,5 м. Здание относится к к первым годам заселения Исландии — периоду, обычно датируемому 870—930 годами. 
От улицы Лайкьяргата простиралось болотистое фермерское поле Эйстюрвёдлюр, принадлежащее усадьбе Викюрбайр (Víkurbærinn), усадебный дом находился западнее, на Адальстрайти. Усадебный дом снесён в 1752 году, когда было построено предприятие Innréttingarnar.
Свой нынешний вид Лайкьяргата начала принимать в конце XVIII века, когда здесь были построены два дома. Они были построены, когда в 1787 году по соседству на Эйстюрвёдлюре был построен Кафедральный собор Рейкьявика. Эйнар Вальдасон построил дерновую ферму к юго-востоку от собора, которую сначала назвали Киркьюбоуль (Kirkjuból, «церковное жилище»), а затем — Лайкьяркот (Lækjarkot, «коттедж на ручье»). Лукьяргата в те дни называлась Хейлагсандастрайти (Heilagsandastræti, «улица Святого Духа»), потому что в одном из домов жил епископ Хельги Гвюдмюндссон Тордерсен, а в другом — священник собора Оулавюр Паульссон. По мере того как население Рейкьявика росло, улица была продлена с южной стороны ручья до Тьёднина. В 1887 году Локьяркот был заменен деревянным домом, который стал называться 10а.
В 1828 году через ручей был построен мост, что способствовало развитию Лайкьяргата и пересекающегося Банкастрайти.